# Ronsecco
Ronsecco (piemontiul: Ronsuch) település Olaszországban, Vercelli megyében. Lakosainak száma 542 fő (2023. január 1.). Ronsecco Bianzè, Desana, Tricerro, Trino, Crova, Lignana és Tronzano Vercellese községekkel határos.

## Népesség
A település népességének változása:
| Lakosok száma | 576  | 560  | 542  |
|               | 2017 | 2018 | 2023 |